# Chetone ithrana
Chetone ithrana là một loài bướm đêm thuộc phân họ Arctiinae, họ Erebidae.